# Лонговардский монастырь
Лонговардский монастырь (греч. Ιερά Μονή Ζωοδόχου Πηγής Λογγοβάρδας) — православный мужской монастырь на острове Парос, в Греции.

## История

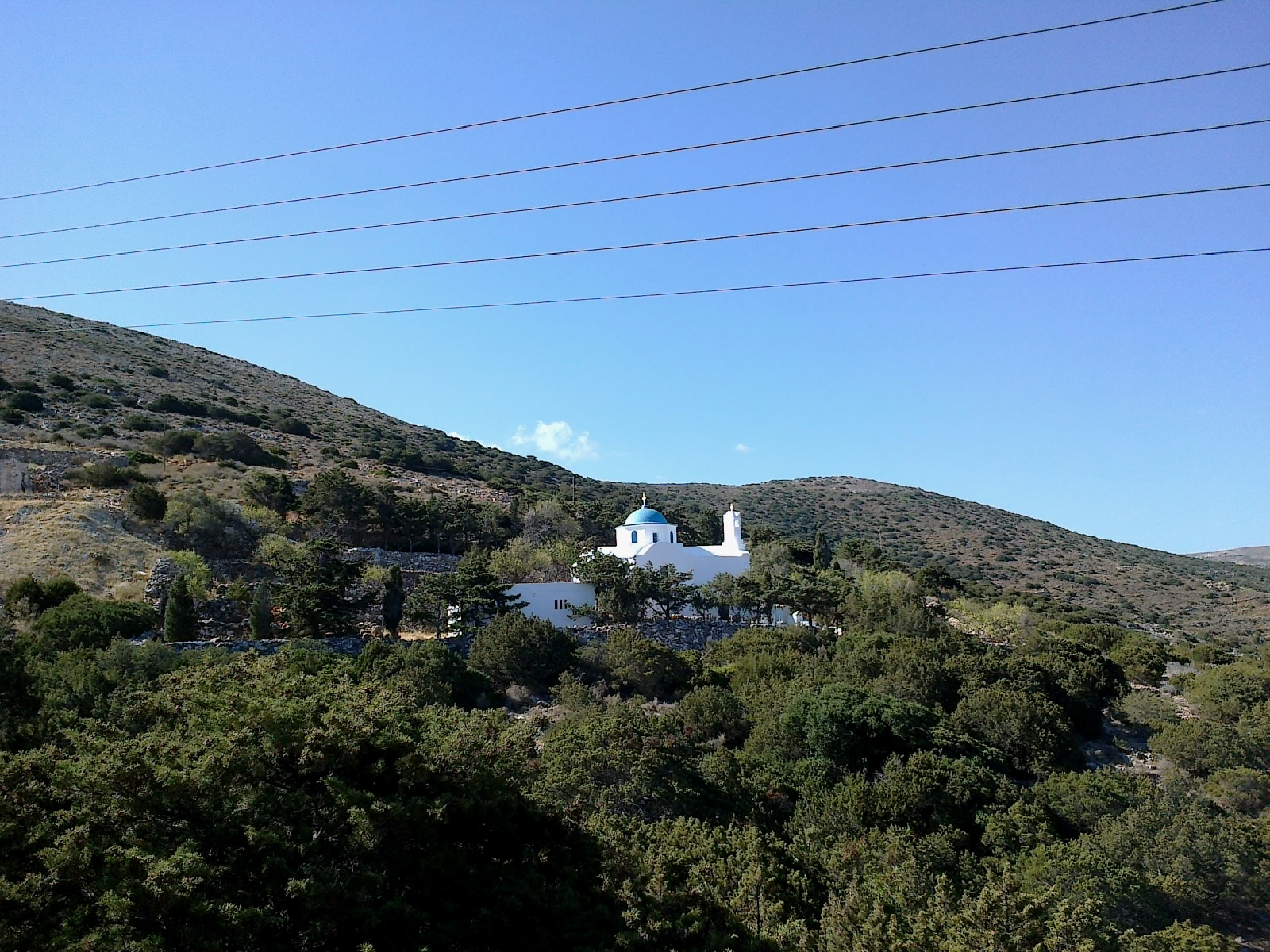
Панорама монастыря

Монастырь был построен в 1638 году архитектором из Наусы Христофором Палиолого. Кафоликон монастыря был построен в 1657 году и освящён в честь иконы Божией Матери «Живоносный Источник».
Монастырь несколько раз реставрировали. За многовековую историю монастыря стены обители Лонговарда становились убежищем для местных жителей. Во время немецкой оккупации Греции во время Второй мировой войны монастырь помог 125 особо разыскиваемым нацистами жителям укрыться внутри, а также помогал обездоленным и голодным.
В библиотеке обители хранятся многочисленные средневековые рукописи и книги.
В монастыре проживают несколько десятков монахов. Проход женщин в обитель запрещён.

## Настоятели
- Филофей (Георгиу)
- Иерофей (Иоанну)
- Иерофей (Восиниотис)
- Филофей (Зервакос) (1930—1980)
- Дамиан (1980 — ?)
- Хризостом (Пихос)
- Никодим